# Albert Watson
Albert Watson (* 1942, Edinburgh, Skotsko) je skotský portrétní a reklamní fotograf se zaměřením na módu, celebrity a umění. Od poloviny sedmdesátých let vytvořil přes sto fotografií publikovaných v magazínu Vogue a čtyřicet v časopisu Rolling Stone. Vytvořil velké reklamní kampaně pro klienty jako Prada, Chanel nebo Levis. Watson je autorem veřejně známých fotografií, jeho portrét Steva Jobse se objevil na obálce jeho biografie, známá je fotografie Alfreda Hitchcocka jak drží oškubanou husu nebo portrét nahé Kate Moss, kterou Watson pořídil o jejích devatenáctých narozeninách.
Jeho fotografie jsou vystaveny v galeriích a muzeích po celém světě. V oblasti fotografického zpravodajství ho jmenovali jedním z dvaceti nejvlivnějších fotografů všech dob; mimo jiné spolu s Richardem Avedonem nebo Irvingem Pennem a řadou dalších. Watson získal řadu cen a ocenění, včetně Lucie Award, cenu Grammy, Hasselblad Masters Award a třikrát ANDY Awards. V roce 2010 byl vyznamenán Královskou fotografickou společností, od které získal medaili Centenary Medal and Honorary Fellowship (HonFRPS) jako uznání trvalého a významného příspěvku v umělecké fotografii. V červnu 2015 udělila Watsonovi královna Alžběta II. vyznamenání Řád britského impéria (OBE) za „služby fotografii“.

## Mládí a vzdělání
Watson se narodil v Edinburghu, ve Skotsku jako syn učitele tělesné výchovy. Vyrůstal v Penicuiku v Midlothianu a navštěvoval školu Rudolfa Steinera v Edinburghu a Lasswadeskou střední školu. Studoval grafický design na Duncan of Jordanstone College of Art and Design v Dundee a film a televizi na Royal College of Art (Královské akademii umění) v Londýně. Ačkoli měl od narození jedno oko slepé, studoval jako součást výuky také fotografii.

## Kariéra
V roce 1970 se přestěhoval do Spojených států se svou manželkou Elizabeth, která dostala práci jako učitelka základní školy v Los Angeles, kde Watson začal pořizovat fotografie, většinou jako koníček. Později téhož roku byl Watson představen řediteli Max Factor, který mu nabídl své první zkušební fotografování, ze kterého společnost zakoupila dvě fotografie. Jeho charakteristický styl si získal pozornost amerických a evropských módních časopisů, jako jsou Mademoiselle, GQ a Harper's Bazaar a tak začal cestovat mezi Los Angeles a New Yorkem. Albert Watson fotografoval svou první celebritu v roce 1973, portrét Alfreda Hitchcocka, který držel mrtvou husu se stuhou kolem krku. Obraz se stal jedním z nejznámějších portrétů Watsona na seznamu, který nyní zahrnuje stovky známých fotografií filmových hvězd, rockových hvězd, raperů, supermodelek, dokonce i prezidenta Clintona a královnu Alžbětu II.
Kromě fotografií pro časopisy vytvořil Watson obrazy pro stovky úspěšných reklamních kampaní pro velké korporace, jako jsou například Gap, Levi's, Revlon a Chanel, režíroval více než 100 televizních reklam a fotografoval desítky plakátů pro velké hollywoodské filmy, jako například Kill Bill, Gejša nebo Šifra mistra Leonarda. Po celou dobu strávil Watson mnoho času prací na osobních projektech, fotografoval během svých cest a zájmů, od Marrakeše přes Las Vegas až na Orkney Islands. Většina této práce, spolu se známými portréty a módními fotografiemi, byly vystaveny v muzeích a galeriích po celém světě a Watsonovy omezené edice se staly velmi vyhledávány sběrateli. V roce 2007 Watson vytiskl ve velkém formátu fotografii Kate Mossové z roku 1993 a prodal ji na aukci Christie's v Londýně za 108.000 dolarů, tedy za pětinásobek předběžného odhadu.
V New Yorku mu asistenta dělal švédský fotograf Björn Wallander.

## Ceny a ocenění
- Lucie Awards (2006)
- Steiger Award
- Řád britského impéria

## Výstavy

### Samostatné výstavy
Podle zdroje:
2007
- rétrospective, Galerie Acte 2, Paříž
- Albert Watson, Young Gallery, Brussels, Belgie
- Epic, Guy Hepner Contemporary, Los Angeles, USA
- Frozen, Photo Museum Antwerp, Antwerpen, Belgie
- Haus der Kunst, Wien, Rakousko
- A Few Portraits, 401 Projects, New York

2008
- Contact, Galería Hartmann, Barcelona, Španělsko
- Miss Beehayving, Hamiltons, Londýn

2009
- The white rabbit, Fondazione FORMA per la Fotografia, Milan, Itálie
- Albert Watson, Camera Work, Berlín
- Best Of – Albert Watson, NRW-Forum Kultur und Wirtschaft, Düsseldorf, Německo

2010
- Albert Watson Hasted Kraeutler, New York City
- Retrospektive – Albert Watson, Flo Peters Gallery, Hamburk, Německo
- UFO – Unified Fashion Objectives, Galería Hartmann, Barcelona, Spain
- Young Gallery, Brussels, Belgie

2011
- Exposed, Galerie Acte 2, Paříž
- I observe – Retrospective, Kahmann Gallery, Amsterdam, Netherlands
- Fotografiska Museum, Stockholm, Sweden
- UFO – Unified Fashion Objectives, A. Galerie, Paříž
- Vintage Watson, Hamiltons, Londýn

2012
- Albert Watson in Morocco, Flo Peters Gallery, Hamburk, Německo
- Albert Watson Archive, Izzy Gallery, Toronto, Kanada
- Timeless Beauty, C/O Berlín, Berlín
- Camera Work: Color Photography, CWC Gallery, Berlín
- The expression of Identity, St. Moritz Art Masters, St Moritz, Švýcarsko
- Treat Photographs: Sacpe, Hasteds Krautler Gallery, New York
- Hamilton 'Modern Masters', Londýn
- Icons of tomorrow, Christophe Guye Galerie, Curych, Švýcarsko
- Galerie de l'aimance Casblanca, Maroko

2013
- 14 Days in Benin, Rautenstrauch Joest Museum, Cologne, Německo
- Visions, Deichtorhallen, Hamburk Německo
- Vintage, Cyclops Hasted Kraeutler Gallery, New York
- Visions, Deichtorhallen, Hamburk, Německo

2014
- Silver Linings, Young Gallery, Brussels, Belgie
- Classics, Qvale Gallery, Oslo, Norsko

2015
- Roids!, Christophe Guye Galerie, Curych[9]
- Multimedia Art Museum, Moskva, Rusko
- Silver Linings, Izzy Gallery, Toronto, Kanada

### Skupinové výstavy
Podle zdroje:
2003
- Rolling Stones, Camera Work, Berlín

2004
- Focus: Faces Photography, Monika Mohr Galerie, Hamburk, Německo

2005
- Property of a Collector, Photographs Do Not Bend Gallery, Dallas, USA

2006
- Summer in the City 06 – Passion for Fashion!, Galerie Wouter van Leeuwen, Amsterdam, Nizozemsko
- Nudes Photography, Monika Mohr Galerie, Hamburk, Německo

2007
- Individuals: 20 Portraits from the GAP Collection Herb Ritts, Annie Leibovitz, Albert "Watson", Národní portrétní galerie v Londýně

2008
- Fashion – 9 decades of fashion photography, Camera Work, Berlín
- Traum Frauen – 50 Starfotografen zeigen ihre Vision von Schönheit, Haus der Photographie / Deichtorhallen, Hamburk, Německo
- Blind Date Photography, Monika Mohr Galerie, Hamburk, Německo

2009
- Fashion is big, Holden Luntz Gallery, Palm Beach Florida, USA

2010
- Fashion – the story of a lifetime, The Empty Quarter Gallery, Dubai, Spojené arabské emiráty
- A Positive View – The Third Edition, Somerset House, Londýn
- Colleziona 2010, Fondazione FORMA per la Fotografia, Milan, Itálie

2011
- Traummänner – Starfotografen zeigen ihre Vision vom Ideal, Haus der Photographie / Deichtorhallen, Hamburk, Německo
- Beauty Culture, The Annenberg Space for Photography, Los Angeles, USA

2012
- Icons of Tomorrow, Christophe Guye Galerie, Curych, Švýcarsko[10]
- Timeless beauty, C/O Berlín, Berlín
- Camera Work: Color Photography, Camera Work Gallery, Berlín
- Great photographs: Scape, Hasted kraeutler, New York City
- Modern Masters Hamiltons, Londýn

2013
- High Art: A Decade of Collectin, the Smithsonian, Washington D.C. USA
- Beauty in the 21st Century, Multimedia Art Museum, Moskva, Rusko

2014
- Coming into Fashion, Pallais Galliera, Paříž